# كومين
الكومين هو مركب عضوي هيدروكربوني عطري صيغته الكيميائية C9H12، ويوجد في الشروط القياسية على شكل سائل عديم اللون.

## التحضير
يحضر المركب من إجراء تفاعل فريدل-كرافتس لمركبي البنزين والبروبيلين.
يستخدم مجموع حمض الفوسفوريك المدعوم على ثنائي أكسيد السيليكون (السيليكا) أو أكسيد الألومنيوم (الألومينا) بوجود ثلاثي أكسيد البورون في تحفيز التفاعل. منذ منتصف تسعينات القرن العشرين جرى الاعتماد على الحفازات المبنية (المدعومة) على الزيوليت.
يؤدي إضافة مكافئين من البروبيلين إلى الحصول على ثنائي إيزوبروبيل البنزين (DIPB)؛ ويمكن حينها إجراء تفاعل نقل ألكيل مع حلقة البنزين.

## الخواص
يوجد الكومين في الشروط القياسية على شكل سائل عديم اللون، وهو قابل للاشتعال. عند التعرض الطويل للهواء يشكل الكومين بيروكسيدات عضوية.

## الاستخدامات
يستخدم الكومين مادة كيميائية بادئة في عدد من الصناعات الكيميائية. فمثلاً يستخدم الكومين في إنتاج الفينول والأسيتون وفق عملية صناعية يطلق عليها عملية كومين (أو عملية هوك).